# Beretta 8000
Beretta 8000 (Cougar) je polavtomatska pištola italijanskega koncerna Fabrica D'Armi Pietro Beretta S.p.A.

## Zgodovina
Pištola je prva kompaktna pištola tega proizvajalca. Nastala je leta 1994 zaradi potrebe policijskih enot po majhnem orožju za prikrito nošenje z veliko kapaciteto nabojnika. Najprej je bila izdelana za naboj .40 Smith & Wesson (kasneje poimenovana Beretta 8040), kasneje pa še za naboje 9x19, .45 ACP in .357 SIG. Pištola je v rabi v policijah mnogih držav, med drugim tudi v Sloveniji, kjer so z njo oboroženi pripadniki kriminalistične policije.

## Opis
Pištola je v celoti izdelana iz visoko kvalitetnega jekla in opremljena s plastičnimi oblogami ročaja. Deluje na zanimivem in dokaj redkem principu zapiranja zaklepa, ki poteka z rotacijo cevi. Ta se pri povratnem sunku zasuka ze nekaj stopinj in se ustavi na polovici povratnega hoda zaklepišča. Na tem delu se loči od zaklepišča, ki samo nadaljuje pot nazaj. Izdelana je v izvedbi s klasično varovalko kladivca in v izvedbi z decockerjem, torej vzvodu za varno spuščanje kladivca, ki je lahko klasičen ali odrezan. Pištola je izdelana samo v izvedbi z dvojnim delovanjem prožilca, kar pomeni da je potrebno za prvi strel kladivce vedno napeti in ga sprostiti, kar delno zmanjša natančnost prvega strela. Za natančnost pa poskrbita klasična prednji in zadnji merek.

## Različice
- 8000 Cougar F
- 8040 Cougar F
- 8000 Cougar D
- 8040 Cougar D
- 8000 Cougar G
- 8000 Cougar G
- 8000 Mini Cougar F
- 8040 Mini Cougar F
- 8000 Mini Cougar D
- 8000 Mini Cougar D